# Leszek Piksa
Leszek Piksa (ur. 9 października 1971 w Krynicy-Zdroju) – polski hokeista.

## Życiorys i kariera
- KTH Krynica (-1994)
- STS Sanok (1994-1995)
- KTH Krynica (1995-2010)

Wychowanek KTH Krynica. Hokej uprawiał od trzeciej klasy szkoły podstawowej. W seniorskiej drużynie KTH w I lidze zadebiutował w wieku 16 lat. W sezonie I ligi 1994/1995 występował w drużynie STS „Autosan” Sanok. Później ponownie był wieloletnim zawodnikiem KTH, w tym był kapitanem zespołu.

## Osiągnięcia i wyróżnienia
Klubowe
- Srebrny medal mistrzostw Polski: 1999 z KTH Krynica
- Brązowy medal mistrzostw Polski: 2000 z KTH Krynica

Wyróżnienia
- Brązowa Odznaka Honorowa Polskiego Związku Hokeja na Lodzie[9].